# Fresnillo
Fresnillo er en by i den nordlige-centrale del af Mexico, der er hovedstad i delstaten Zacatecas. I 2005 var indbyggertallet på omkring 110 000.
Fresnillo blev grundlagt 1554 af Francisco de Ibarra, som var svigersøn til vicekonge Luis de Velasco.
23°10′30″N 102°52′5″V / 23.17500°N 102.86806°V
- Wikimedia Commons har flere filer relateret til Fresnillo